# قمة ميسون
قمة ميسون (بالفرنسية: Cime de Missun، وبالإيطالية: Cima Missun) هي قمة جبلية تقع ضمن جبال الألب الليغورية، على الحدود بين فرنسا وإيطاليا.

## الجغرافيا
تقع القمة على ارتفاع يبلغ 2355 مترًا فوق مستوى سطح البحر، وتُعد جزءًا من الحافة الفاصلة بين وادي رويا في فرنسا ووادي تانارو في إيطاليا. يشكل الجبل حدًا طبيعيًا بين منطقتي بييمونتي الإيطالية وبروفانس ألب كوت دازور الفرنسية.

## الوصول
يمكن الوصول إلى قمة ميسون عبر مسارات المشي الجبلية، ومنها المسار المعروف باسم Alta Via dei Monti Liguri، والذي يمر بالقرب من القمة ويوفر مناظر بانورامية للمنطقة الحدودية بين فرنسا وإيطاليا.

## الجغرافيا السياسية
تقع القمة تمامًا على خط الحدود الدولي بين فرنسا وإيطاليا، وقد لعبت دورًا رمزيًا في ترسيم الحدود بين البلدين في هذه المنطقة الجبلية منذ القرن التاسع عشر.

## وصلات خارجية
- الموقع الرسمي لمسار ألتا فيا دي مونتي ليغوري
- معلومات عن القمة – PeakVisor